# Callispa almora
Callispa almora es un insecto coleóptero de la familia Chrysomelidae.
Fue descrita científicamente por primera vez en 1923 por Maulik.